# ヴィクトル＝モーリス (第2代ブロイ伯爵)
第2代ブロイ伯爵ヴィクトル＝モーリス（フランス語: Victor-Maurice de Broglie、1647年3月12日 - 1727年8月4日）は、フランス王国の軍人。
ヴィクトル＝モーリス・ド・ブロイはピエモンテ出身の家系であるブロイ家で、初代ブロイ伯爵フランソワ＝マリーの息子として生まれた。
大コンデ、テュレンヌ子爵などルイ14世時代のフランス軍指揮官の下で従軍した。1676年に少将に、1688年に中将に昇進、1724年にフランス元帥に叙された後、1727年に死去した。

## 家族
息子のブロイ侯爵シャルル＝ギヨームが家督を継承した。またフランソワ＝マリーは軍人の道を歩み、フランス元帥とブロイ公爵に叙された。